# آیانار
آیانار (IAST: Aiyaṉār , تامیلی: ஐயனார்) یک خدای هندو است که در جنوب هند و سریلانکا مردم به آن احترام بسیار می‌گذارند. پرستش او در میان مردمان دراویدی رایج است. برخی از مطالعات نشان می‌دهد که آیانار در گذشته در کشورهای جنوب شرقی آسیا نیز پرستش می‌شده‌است. معابد آیانار در حومه شهر معمولاً توسط مجسمه‌های غول پیکر و رنگارنگ او و همراهانش سوار بر اسب یا فیل احاطه شده‌است.

## توسعه آیانار
شواهد بسیار کمی برای بازسازی منشأ و توسعه معبد آیانار وجود دارد. از آنجایی که ساستا مترادف بودا است، اولین اشاره‌ها به آیانار در سنگ‌های قهرمان سرداران شکار از آرکوت کشف شده‌است، تامیل نادو قدمت آن به قرن سوم پس از میلاد برمی‌گردد. نام یک خدای واحد حکاکی صخره‌ای از یک مرد و اسب در معبد بودایی ایسورونیا سریلانکا، با آیانار شناسایی شده‌است. بوداییان سینهالی سریلانکا او را در قالب یک خدای عامیانه به نام آیاانایکه تا به امروز ستایش می‌کنند.
فرد کلوتی بیان می‌کند که اصطلاح عیار به معنای گله‌دار و محافظ گاو، نام مناسبی برای سران آی و ایزد قبیله آنها است.

## یادداشت
1. ↑  Rao, S.K.Ramachandra (1988). Pratima Kosha: A Descriptive Glossary of Indian Iconography. Bangalore: Prof.S.K.Ramachandra Rao Memorial Trust. pp. 206–210.
2. ↑  Pal, Pratapaditya (1986). "American Collectors of Asian Art". Marg Publications. 37: 67.
3. ↑  Mark Jarzombek (2009). "Horse Shrines in Tamil India: Reflections on Modernity" (PDF). Future Anterior. 4 (1): 18–36. doi:10.1353/fta.0.0031.
4. ↑  Smith, B. L. , Religion and Legitimacy of power in South Asia, p.6